# Geovana Irusta
Geovana Irusta, född 26 september 1975, är en friidrottare från Bolivia. Hon deltog vid olympiska sommarspelen 1996, olympiska sommarspelen 2000 och olympiska sommarspelen 2004.